# Scaphosepalum cloesii
Scaphosepalum cloesii är en orkidéart som beskrevs av Carlyle August Luer. Scaphosepalum cloesii ingår i släktet Scaphosepalum och familjen orkidéer.
Artens utbredningsområde är Ecuador. Inga underarter finns listade i Catalogue of Life.